# Hollow Ways
Hollow Ways è il secondo album in studio del gruppo musicale britannico Fire + Ice, pubblicato nel 1994.

## Tracce
1. Lord Of Secrets - 3:58
2. Militia Templi - 7:21
3. Seeker - 2:23
4. The Old Grey Widowmaker - 4:21
5. Huldra's Maze - 4:15
6. The Rising Of The Moon - 3:48
7. Holy Vehm - 3:22
8. Ershebeth - 6:54
9. Fetter - 0:48
10. Svartálfar - 2:32

Durata totale: 39:46

## Crediti

### Musicisti
- Ian Read – voce
- Mouse (Sharon Beaumont) – basso, voce (nelle tracce 2 e 6), flauto dolce (nella traccia 1)
- Simon Norris - tastiere (nelle tracce 4, 7 e 10), melodica, voce (nella traccia 3), flauto di legno (nella traccia 5)
- Joolie Woods - violino, tastiere (nelle tracce 8 e 10), flauto dolce (nella traccia 8), voce (nella traccia 4 e 5)
- Freya Aswynn - voce (nella traccia 3)
- Michael Cashmore - chitarra (turnista)

### Personale tecnico
- Peter Chapman - tecnico del suono
- Bob Williams - fotografo
- Simon Norris - produttore
- Ian Read - produttore